# Sannois
Sannois est une commune française du département du Val-d'Oise, en région Île-de-France.
Ses habitants se nomment les Sannoisien(ne)s.

## Géographie

### Description
Sannois est située sur le flanc est des buttes-témoins de Cormeilles et d'Orgemont, à quinze kilomètres au nord-ouest de Paris.

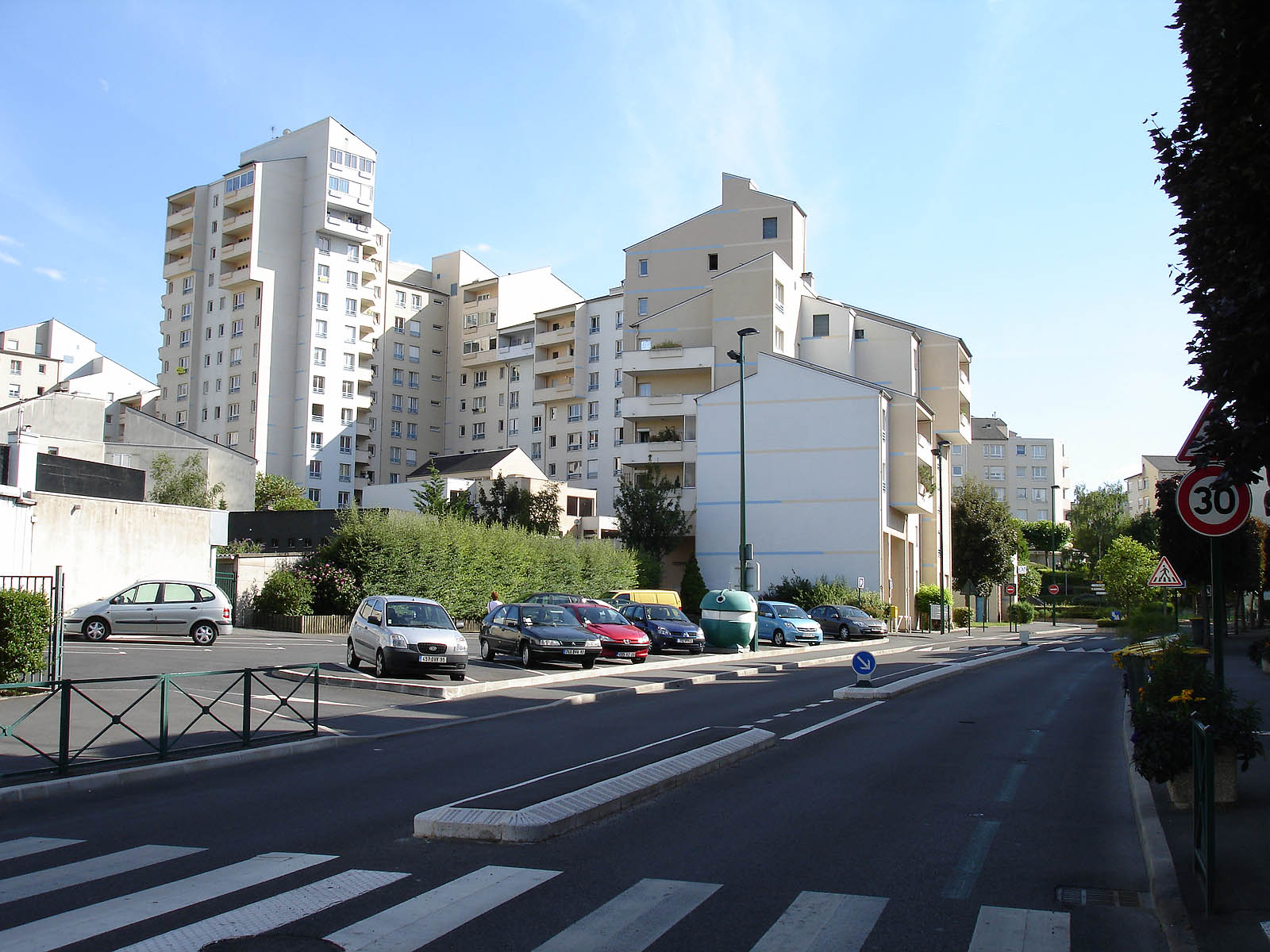
Ambiance de la commune : l'avenue Damiette.

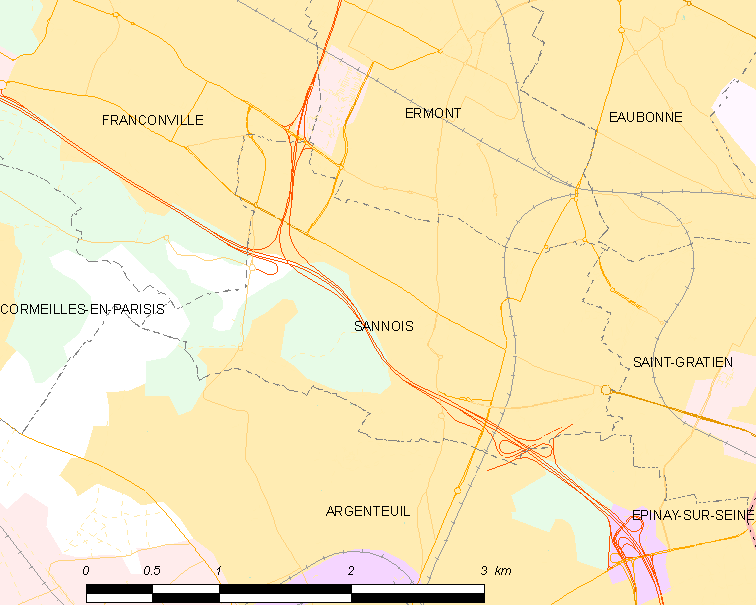
Carte de la commune.
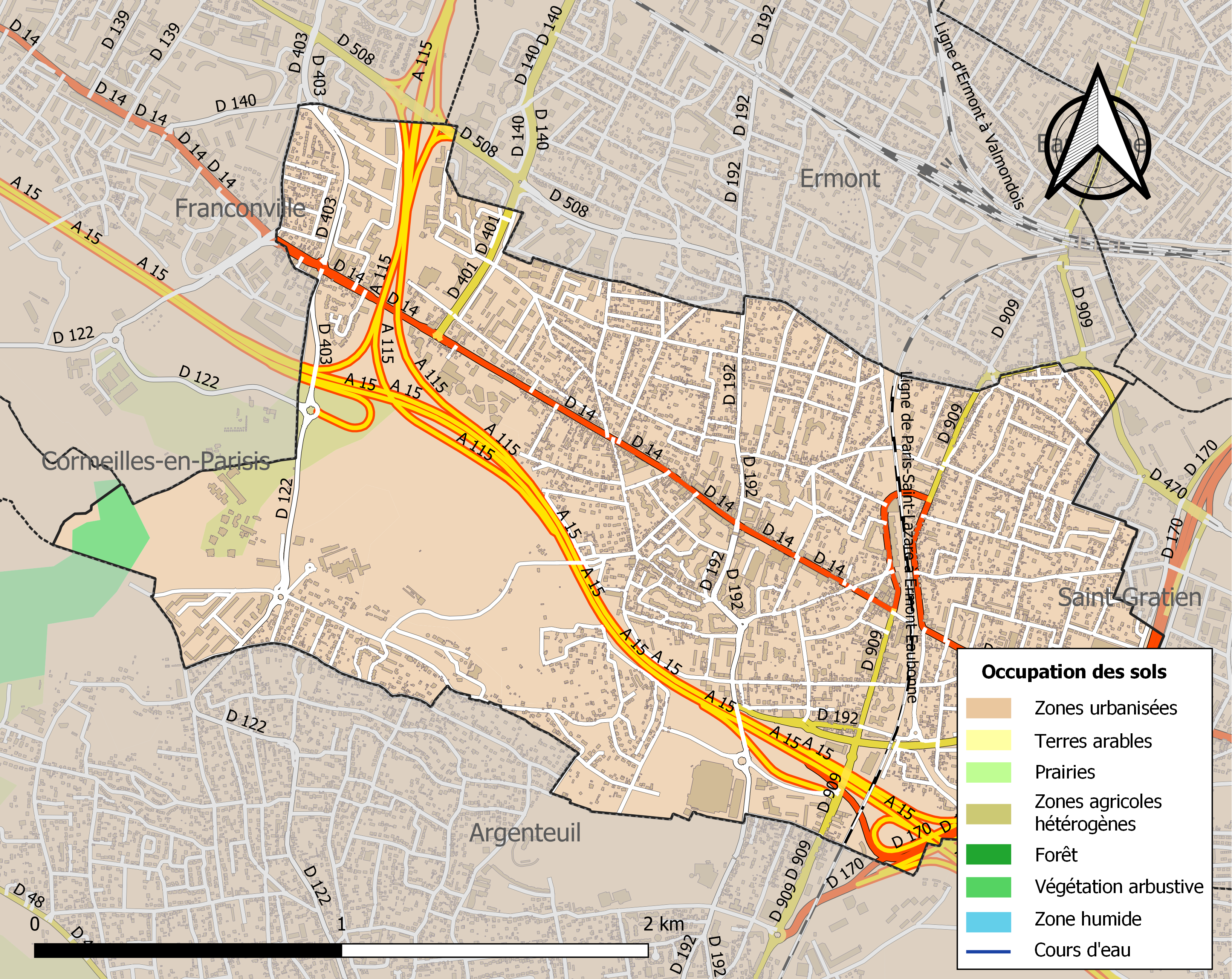
Occupation des sols.

### Communes limitrophes
La commune est limitrophe d'Argenteuil, Cormeilles-en-Parisis, Franconville, Ermont et Saint-Gratien.
| Franconville          | Ermont     |               |
| Cormeilles-en-Parisis | Sannois    | Saint-Gratien |
|                       | Argenteuil |               |

### Climat
Pour des articles plus généraux, voir Climat de l'Île-de-France et Climat du Val-d'Oise.
En 2010, le climat de la commune est de type climat océanique dégradé des plaines du Centre et du Nord, selon une étude du CNRS s'appuyant sur une série de données couvrant la période 1971-2000. En 2020, Météo-France publie une typologie des climats de la France métropolitaine dans laquelle la commune est dans une zone de transition entre le climat océanique et le climat océanique altéré et est dans la région climatique  Sud-ouest du bassin Parisien, caractérisée par une faible pluviométrie, notamment au printemps (120 à 150 mm) et un hiver froid (3,5 °C).
Pour la période 1971-2000, la température annuelle moyenne est de 11,7 °C, avec une amplitude thermique annuelle de 15,2 °C. Le cumul annuel moyen de précipitations est de 656 mm, avec 10,4 jours de précipitations en janvier et 7,8 jours en juillet. Pour la période 1991-2020, la température moyenne annuelle observée sur la station météorologique la plus proche, située sur la commune de Bonneuil-en-France à 13 km à vol d'oiseau, est de 12,1 °C et le cumul annuel moyen de précipitations est de 616,3 mm,. Pour l'avenir, les paramètres climatiques de la commune estimés pour 2050 selon différents scénarios d'émission de gaz à effet de serre sont consultables sur un site dédié publié par Météo-France en novembre 2022.

## Urbanisme

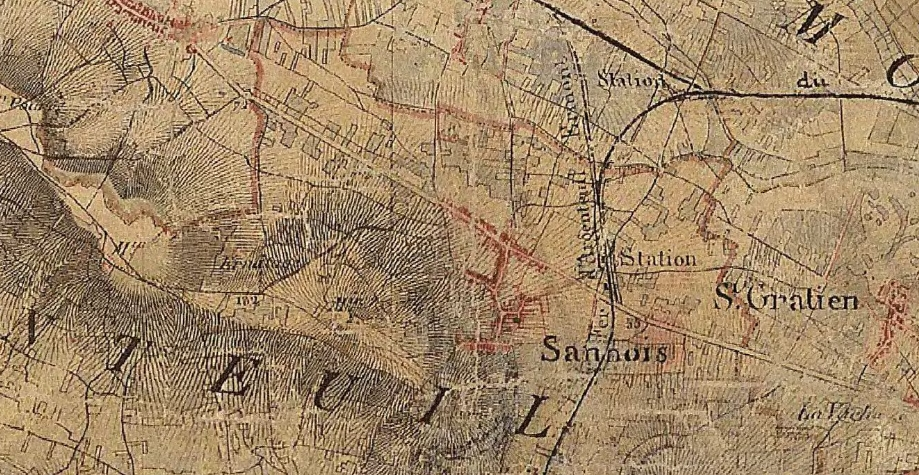
Carte d'état-major de Sannois, vers 1870.

### Typologie
Au 1er janvier 2024, Sannois est catégorisée grand centre urbain, selon la nouvelle grille communale de densité à sept niveaux définie par l'Insee en 2022.
Elle appartient à l'unité urbaine de Paris, une agglomération inter-départementale regroupant 407 communes, dont elle est une commune de la banlieue,,. Par ailleurs la commune fait partie de l'aire d'attraction de Paris, dont elle est une commune du pôle principal,. Cette aire regroupe 1 929 communes,.

### Voies de communication et transports

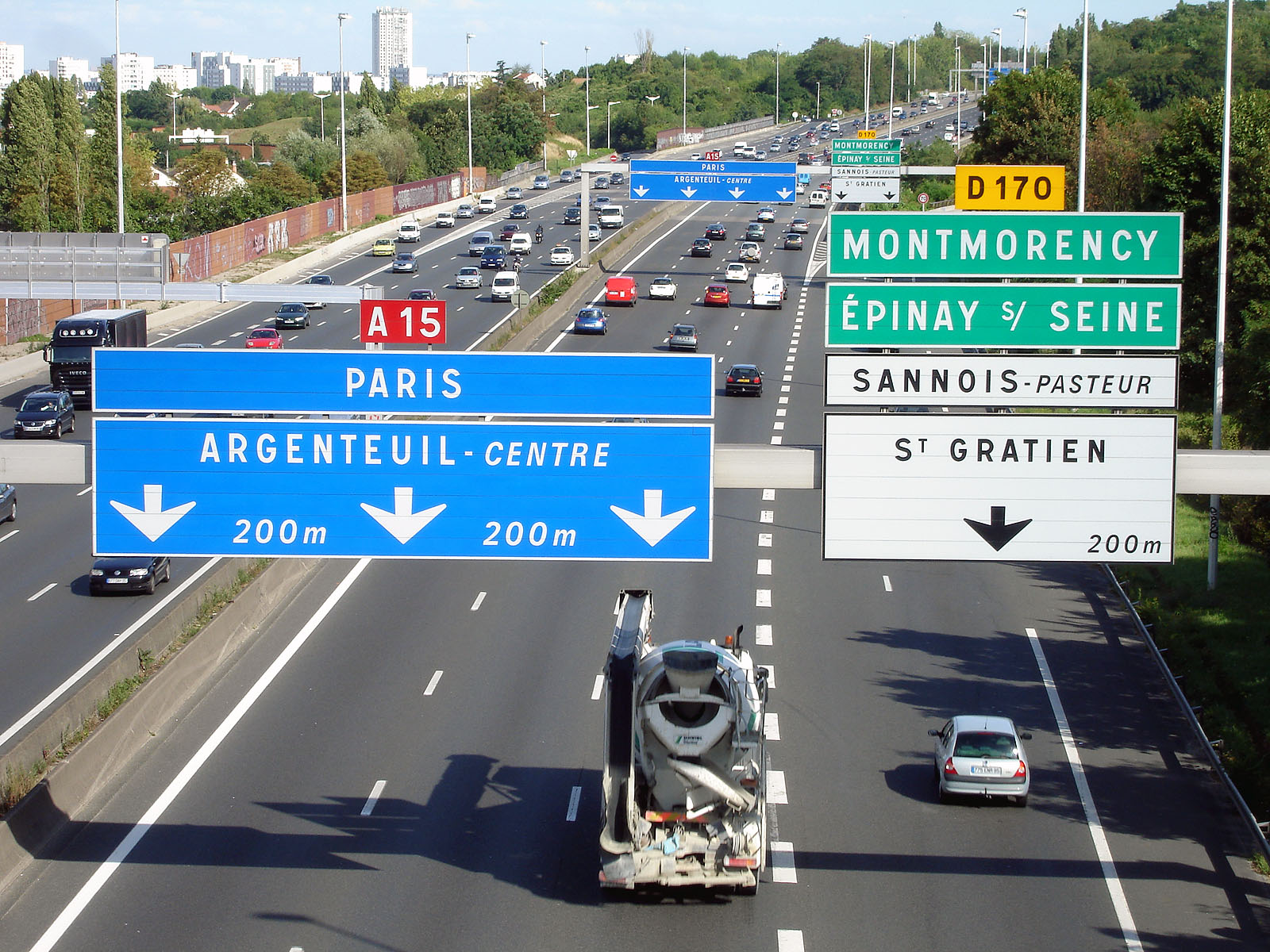
L'autoroute A15.

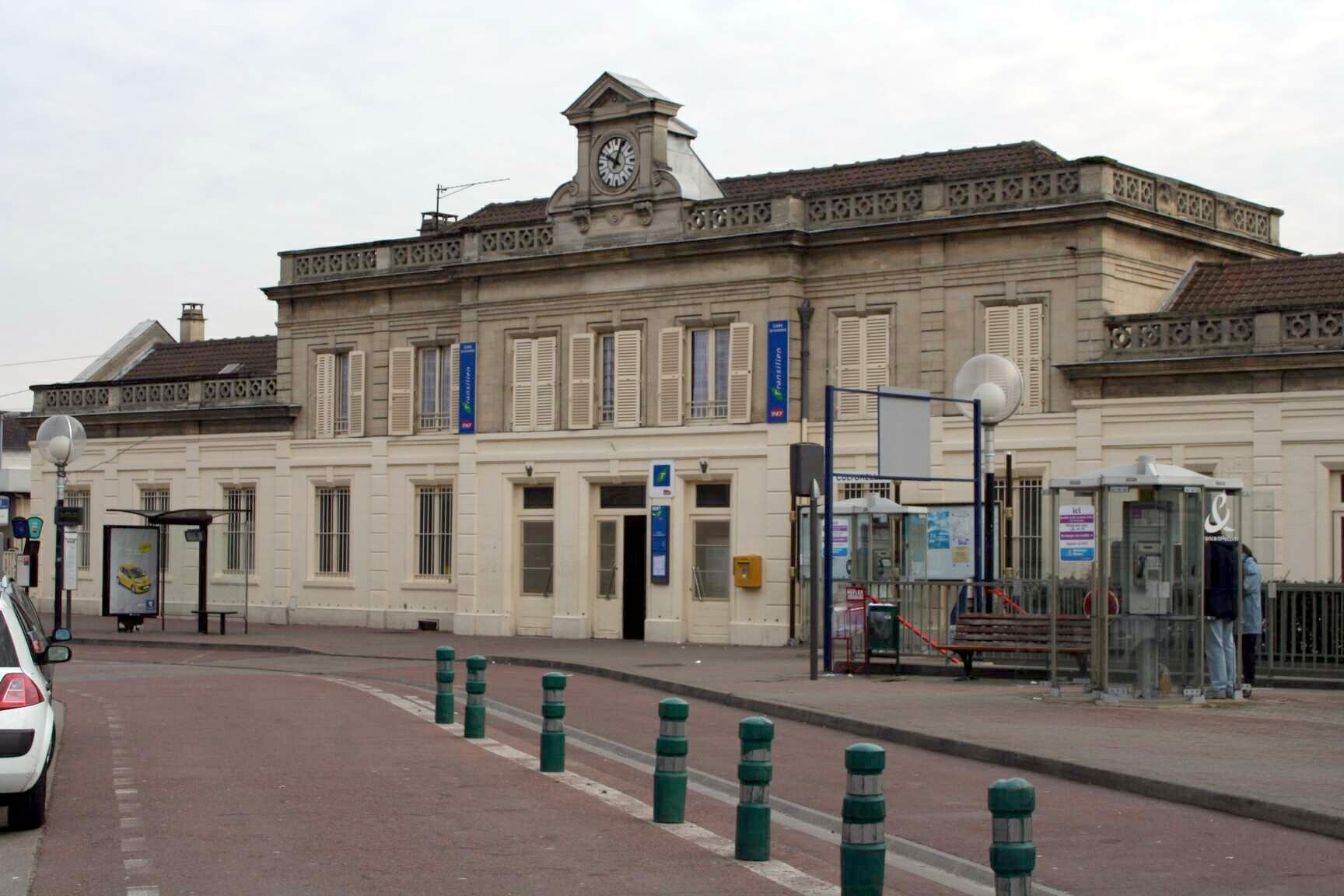
La gare.

#### Routier
La ville est traversée par l'autoroute A15 ainsi que l'A115.

#### Transports en Commun
Sannois est desservie par une gare de la ligne J du Transilien depuis le 27 août 2006. Précédemment, elle était située sur la ligne C du RER.
La ville est également desservie par la ligne 261 du réseau de bus RATP ainsi que par les lignes 95-19 et 95-29 du réseau Val Parisis.

### Habitat et logement
En 2018, le nombre total de logements dans la commune était de 11 165, alors qu'il était de 10 999 en 2013 et de 10 825 en 2008.
Parmi ces logements, 93,4 % étaient des résidences principales, 0,8 % des résidences secondaires et 5,8 % des logements vacants. Ces logements étaient pour 33,1 % d'entre eux des maisons individuelles et pour 66,3 % des appartements.
Le tableau ci-dessous présente la typologie des logements à Sannois en 2018 en comparaison avec celle du Val-d'Oise et de la France entière. Une caractéristique marquante du parc de logements est ainsi une proportion de résidences secondaires et logements occasionnels (0,8 %) inférieure à celle du département (1,3 %) et bien inférieure à celle de la France entière (9,7 %). Concernant le statut d'occupation de ces logements, 55,5 % des habitants de la commune sont propriétaires de leur logement (54,1 % en 2013), contre 56 % pour le Val-d'Oise et 57,5 pour la France entière.
| Typologie                                               | Sannois | Val-d'Oise | France entière |
| ------------------------------------------------------- | ------- | ---------- | -------------- |
| Résidences principales (en %)                           | 93,4    | 92,8       | 82,1           |
| Résidences secondaires et logements occasionnels (en %) | 0,8     | 1,3        | 9,7            |
| Logements vacants (en %)                                | 5,8     | 5,9        | 8,2            |

## Toponymie
Le nom de la localité est attesté sous les formes Centinodium au XIIe siècle, Centum Nuces en 1205, Cennoiz en 1208, Cent noys, Cent-Noix en 1304, Sanois en 1403, Sampnoix en 1564, Sanoy en 1711.
Plusieurs hypothèses fantaisistes ont été proposées : Sannois serait issu du latin centum nuces, « cent noix » ou plutôt « cent noyers », la ville comptant alors beaucoup de vergers, et donc d'arbres fruitiers. Elle pourrait aussi avoir des origines celtes et provenir des mots san « herbe à fourrage » et noue « terre grasse ». Une origine latine serait aussi possible avec le nom centinodium qui signifie « cent mesures de bois de chauffage »[réf. nécessaire].
Ces explications impliquent le rejet arbitraire de la forme la plus anciennement attestée Centinodium, sauf la dernière qui lui donne une signification erronée. De toute évidence, la forme tardive et isolée Cent-Noix est une fantaisie de scribe et ne correspond pas aux formes anciennes régulièrement mentionnées et à la forme actuelle Sannois. Quant au terme de noyer en français, il est issu du latin populaire *nucarius « noyer ». Le terme « celte » qualifie anciennement aussi une langue celtique qui, en Gaule hors Bretagne, ne peut être que du gaulois et il n'existe aucun terme gaulois san signifiant « herbe à fourrage », ni aucun terme gaulois noue signifiant « terre grasse ». Quand bien même san existerait, il est incompatible avec les formes les plus anciennement attestées en Cen-. Quant à noue, il s'agit d'une confusion, il existe effectivement un terme noue « terre grasse et humide servant de pâturage » en ancien français (autrement noë cf. nom de famille Delanoë), attesté en latin médiéval sous la forme nauda et issu vraisemblablement du gaulois *nauda. Cependant, il ne convient pas phonétiquement, car -nauda> -noda n'est pas -nodium et n'a pas pu aboutir à -noiz, -nois. En revanche, -nodium a régulièrement donné -noi.
Selon les toponymistes, il s'agit peut-être d'une forme masculine du latin centinodia « renouée des jardins » qui aurait donné Santenoge (Haute-Marne, Centenoiges 1218). L'herba centinodia (centĭnōdĭus, a, um, mot-à-mot centum « cent » + nodus « nœud », c'est-à-dire « qui a cent nœuds ») ou centinode, est une espère de renouée, dont le nom savant est polygonum.
Le nom de « Sannoisien » a été donné à un sous-étage de l'Oligocène (ère tertiaire / Cénozoïque), situé entre -37 et -30 millions d'années. Les principaux faciès sont des marnes à cyrènes (bivalves), des argiles vertes, et le calcaire de Sannois.

## Histoire
Les premiers indices d'occupation humaine autour du territoire actuel de Sannois datent du Paléolithique moyen (nombreux outils en pierre taillée) ; ils sont découverts au lieu-dit le Puits-Gohier, à l'emplacement de l'échangeur actuel de l'A15 lors de fouilles ouvertes dans les anciennes carrières Poliet-et-Chausson. Ces vestiges, les plus anciens découverts en vallée de Montmorency, sont constitués de plusieurs milliers de pièces en silex ou en grès, racloirs, bifaces, pointes, lames, etc.
Du mobilier néolithique a été signalé au lieudit Le Pré-Brochet, et des vestiges gallo-romains auraient été observés rue Damiette. En 1914, lors du creusement d'une tranchée militaire « aux environs de Sannois », une sépulture a été découverte, dont la datation serait antique ou mérovingienne.
Les origines du château du May'' ou du Mail, qui se dressait sur la butte de Sannois, sont débattues. L'abbé Lebeuf le datait de l'époque mérovingienne, mais André Vaquier estimait qu'il aurait été construit vers 880 pour défendre l'abbaye de Saint-Denis contre les incursions des Vikings.
La paroisse aurait été instituée au haut Moyen Âge.
Aux XIe et XIIe siècles, il est fait pour la première fois mention de Sannois (à l'époque Centinodium) dans un registre ecclésiastique. Le village s'installe alors autour de son église et de son château au pied du mont Trouillet.
La léproserie Saint-Ladre est attestée en 1291, au nord de l'ancien Grand chemin de Paris à Pontoise, au-delà du chemin d'Ermont (actuelle rue du Lieutenant-Keiser).

### Les Hospitaliers
Le château de Mail est ruiné au début du XIIe siècle lors d'une expédition armée conduite pour régler un conflit entre l'abbaye de Saint-Denis et Bouchard IV de Montmorency. Relevée entre-temps, le régent Charles de France en ordonne la destruction en 1359 pour éviter qu'il ne soit investi par les Anglais lors de la Guerre de Cent Ans. Il devient ensuite un domaine des Hospitaliers de l'ordre de Saint-Jean de Jérusalem dont il ne reste au XVe siècle qu'une grange dénommée la grange auxeroise qui renfermait les récoltes de la commanderie de Mail du grand prieuré de France. Pour remettre les terres en culture, Bertrand de Cluys, prieur de France, cède en viager, à Josse Delaporte, frère de l'Ordre, qui a lui même, en 1478, fait un bail à un sieur Mercier. Le fermage était de cent sols parisis et l'obligation de faire bâtir une maison avec grange, écurie, étables et défricher soixante arpents de terre par année,.
La seigneurie est alors partagée entre le prieuré d'Argenteuil, dépendant de l'abbaye de Saint-Denis, la maison de Montmorency et les Hospitaliers, ainsi que divers petits fiefs. Entre 1575 et 1582, Regnault Penelle (mort en 1618), maître couvreur et bourgeois de Paris, reconstitue les deux fiefs de Hugot et du Grand-Hôtel. Il est autorisé par Henri III à creuser des fossés autour du château et y ajouter un pont-levis. À la Révolution française, il ne reste de ce domaine que la chapelle et 150 arpents de terre.

### Histoire moderne
Aux XVIe et XVIIe siècles, la ville connaît un véritable essor du fait de sa situation géographique entre Pontoise et Paris et à l'établissement d'un relais de poste.
L'église date du XVIIe siècle et il y avait plusieurs châteaux; celui de Cernay, de Crinon, et de l'Ermitage.
Ce village fut le premier qui, en 1626, admit l'établissement des sœurs de la Charité[pas clair].
L'activité de la ville est alors essentiellement agricole, et surtout viticole, en particulier à partir du XVIIIe siècle.
Au XVIIIe siècle, Sannois compte trois moulins à vent bâtis sur le Mont Trouillet.
En 1870, la ville comptait 223 hectares de vigne qui occupait près de la moitié de la population.
Au XIXe siècle, l'agriculture disparaît peu à peu au profit de l'industrie. Il ne subsistent en 1900 que 45 hectares de vignes. Les carrières de plâtre, qui connaissent une grande expansion avec l'arrivée du chemin de fer en 1863, ont toutes fermées à la fin de la Seconde Guerre mondiale. Récemment, la mairie de Sannois a replanté un petit vignoble et créé un poste de vigneron municipal. Les premières vendanges ont eu lieu à l'automne 2006.
L'archiviste-paléographe André Vaquier signale dans ses ouvrages que Sannois frappa quelque temps ses propres jetons pour pallier la pénurie de monnaie qui suivit immédiatement la guerre[Laquelle ?].
La ville possédait quelque temps un gâteau qui lui était propre, aux noix et à la pâte d'amandes, qui se nommait « le pavé de Sannois ».

Sannois au tout début du XXe siècle
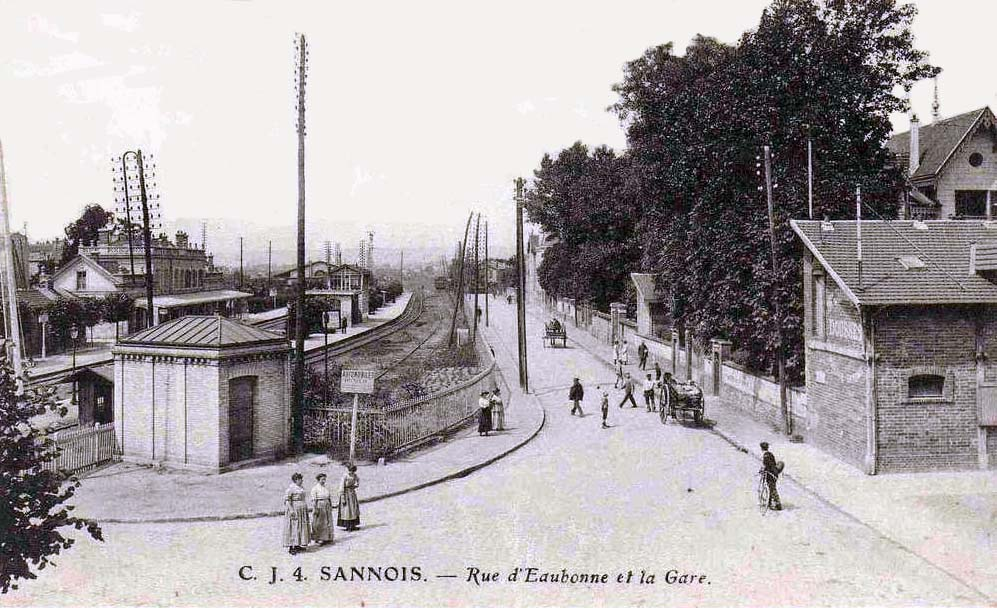
La rue d'Eaubonne et la gare vers 1900.
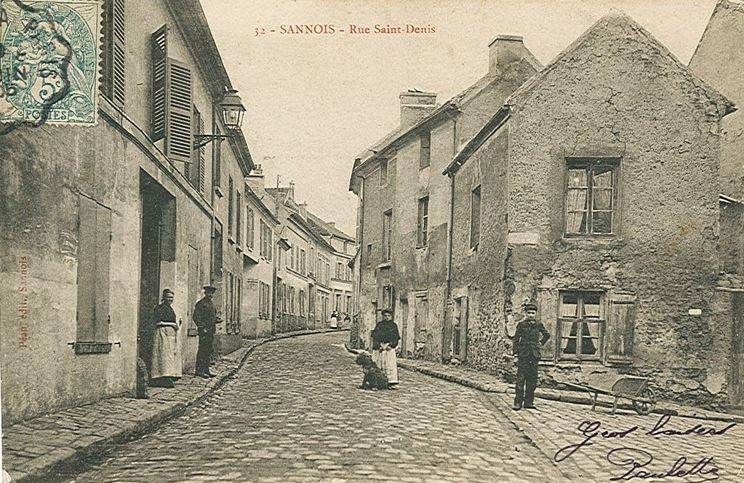
La rue Saint-Denis.
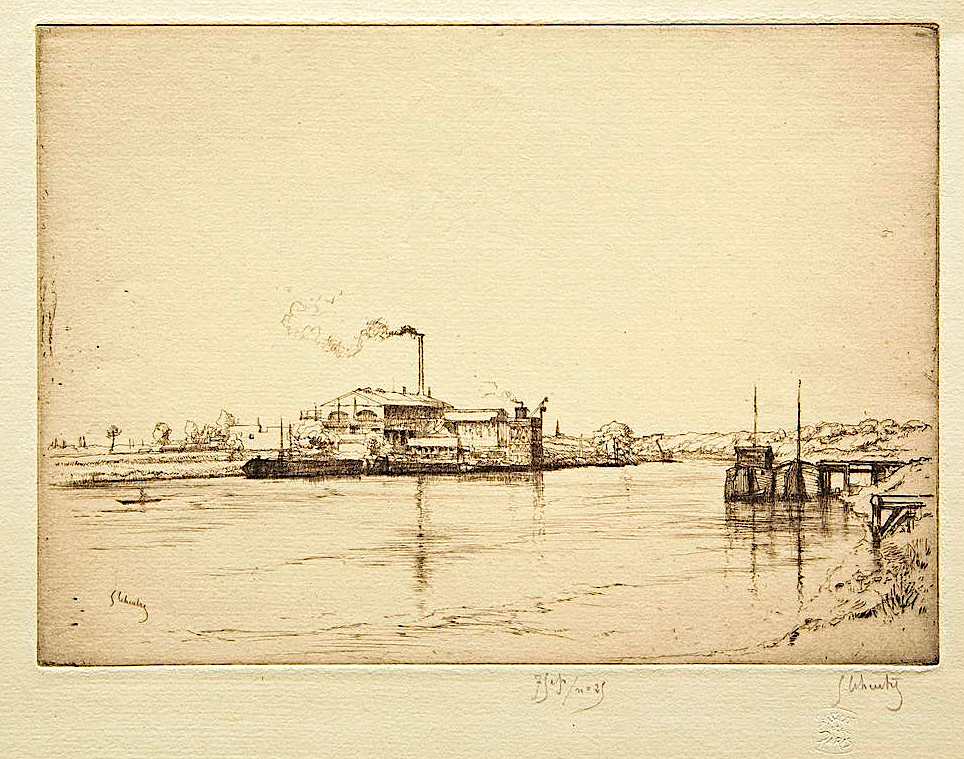
Gustave Leheutre :  Les coteaux de Sannois vues d'Argenteuil, 1920.

## Politique et administration

### Rattachements administratifs et électoraux
Antérieurement à la loi du 10 juillet 1964, la commune faisait partie du département de Seine-et-Oise. La réorganisation de la région parisienne en 1964 fit que la commune appartient désormais au département du Val-d'Oise et son arrondissement d'Argenteuil après un transfert administratif effectif au 1er janvier 1968.
Pour l'élection des députés, la commune fait partie de la sixième circonscription du Val-d'Oise.
Elle faisait partie de 1793 à 1964 du canton d'Argenteuil, année où elle intègre le canton de Cormeilles-en-Parisis du département de Seine-et-Oise. Lors de la mise en place du Val-d'Oise, elle devient en 1967 le chef-lieu du canton de Sannois. Dans le cadre du redécoupage cantonal de 2014 en France, la commune est désormais intégrée au canton d'Argenteuil-1.
La commune est le siège du tribunal d'instance de Sannois. Elle relève du ressort du tribunal judiciaire ainsi que de celui du tribunal de commerce de Pontoise,.

### Intercommunalité
La commune était membre de la communauté d'agglomération du Parisis depuis 2013.
Dans le cadre de la mise en œuvre de la loi de modernisation de l'action publique territoriale et d'affirmation des métropoles (loi MAPAM) du 27 janvier 2014, qui prévoit la généralisation de l'intercommunalité à l'ensemble des communes et la création d'intercommunalités de taille importante, cette intercommunalité a fusionné avec sa voisine pour former, le 1er janvier 2016, la Communauté d'agglomération Val Parisis dont est désormais membre la commune.

### Tendances politiques et résultats
Lors des élections municipales de 2014 dans le Val-d'Oise, la liste DVD menée par Bernard Jamet a remporté la majorité des suffrages exprimés, avec 4 478 voix (48,19 %, 26 conseillers municipaux élus dont 7 communautaires), devançant largement celle UMP-UDI menée par le maire sortant Yanick Paternotte, qui a obtenu 3 061 voix (32,94 %, 6 conseillers municipaux élus dont 1 communautaire).
La troisième liste (PS-PCF-EELV) menée par Christophe Dulouard a obtenu 1 752 voix (18,85 %, 3 conseillers municipaux élus, dont 1 communautaire).
Lors de ce scrutin, 44,26 % des électeurs se sont abstenus,.
Au second tour des élections municipales de 2020 dans le Val-d'Oise, la liste DVD menée par le maire sortant Bernard Jamet obtient la majorité des suffrages exprimés avec 2 628 voix (47,8 %, 26 conseillers municipaux élus dont 7 communautaire), devançant significativement les listes menées respectivement par, : 

- Nicolas Ponchel (DVD — qui bénéficiait de la fusion de la liste du 1er tour DVC menée par Dominique Gaubert  — avec 2 206 voix (40,13 %, 7 conseillers municipaux élus dont 2 communautaires) ;

- Gilles Heurfin (DVG, 663 voix, 12,06 %, 2 conseillers municipaux élus).

Lors de ce scrutin marqué par la pandémie de Covid-19 en France, 65,28 % des électeurs se sont abstenus.

### Liste des maires
| Période                                  | Période                    | Identité            | Étiquette            | Qualité |
| ---------------------------------------- | -------------------------- | ------------------- | -------------------- | --- |
| Les données manquantes sont à compléter. |                            |                     |                      | |
| 1790                                     | 1792                       | Pierre Gillet       |                      | |
| 1792                                     | 1793                       | M. Mauchain         |                      | |
| 1793                                     | 1798                       | M. Roussel          |                      | |
| 1799                                     | 1810                       | Paul Duhomme        |                      | |
| 180                                      | 1813                       | Claude Dumont       |                      | |
| 1813                                     | 1815                       | Jean-Pierre Coquet  |                      | |
| 1815                                     | 1825                       | Jean Ledannois      |                      | |
| 1825                                     | 1840                       | Louis Montalant     |                      | |
| 1840                                     | 1846                       | M. Marie Aumont     |                      | |
| 1846                                     | 1859                       | Charlemagne Duhomme |                      | |
| 1859                                     | 1861                       | Alexis Challot      |                      | |
| 1861                                     | 1879                       | Paul Retali         |                      | |
| 1879                                     | 1881                       | Pierre Guerin       |                      | |
|                                          |                            |                     |                      | |
| 1908                                     | 1912                       | Pierre Lesacq       |                      | |
| 1913                                     | 1926                       | Louis Moreaux       |                      | |
| 1926                                     | 1929                       | François Prat       |                      | |
| 1929                                     | 1932                       | Antonin Perrette    |                      | |
| 1932                                     | 1944                       | Félicien Paulmier   |                      | |
| 1944                                     | 1945                       | Jean Labeur         | SFIO                 | Ingénieur |
| 1945                                     | 1947                       | Gaston Groulard     | PCF                  | |
| 1948                                     | 1950                       | Louis Desmons       |                      | |
| 1950                                     | 1953                       | Louis Moreaux       | RPF                  | Fonctionnaire |
| 1953                                     | 1954                       | Henri Desdions      |                      | |
| 1954                                     | 1955                       | René Prat           |                      | |
| 1955                                     | 1959                       | Jean Lespes         | PCF                  | |
| 1959                                     | 1992                       | André Cancelier,    | UDF-PSD              | Médecin Conseiller régional d’Île-de-France (1977 → ? )) Chevalier de la Légion d'honneur Croix de guerre 39-45 Démissionnaire                                               |
| février 1992                             | avril 2014                 | Yanick Paternotte   | UDF puis DL puis UMP | Docteur en pharmacie Député du Val-d'Oise (9e circ.) (2007 → 2012) Conseiller général de Sannois (1985 → 2007) Vice-président du conseil général du Val-d'Oise (1988 → 2007) |
| avril 2014,                              | En cours (au 8 avril 2021) | Bernard Jamet       | DVD puis LR puis DVD | Ancien directeur d'école Vice-président de la CA Val Parisis (2015 → ) Réélu pour le mandat 2020-2026,                                                                       |

### Distinctions et la labels
La commune participe au Concours des villes et villages fleuris et possède en 2020 trois fleurs au classement.

## Équipements et services publics

### Enseignement

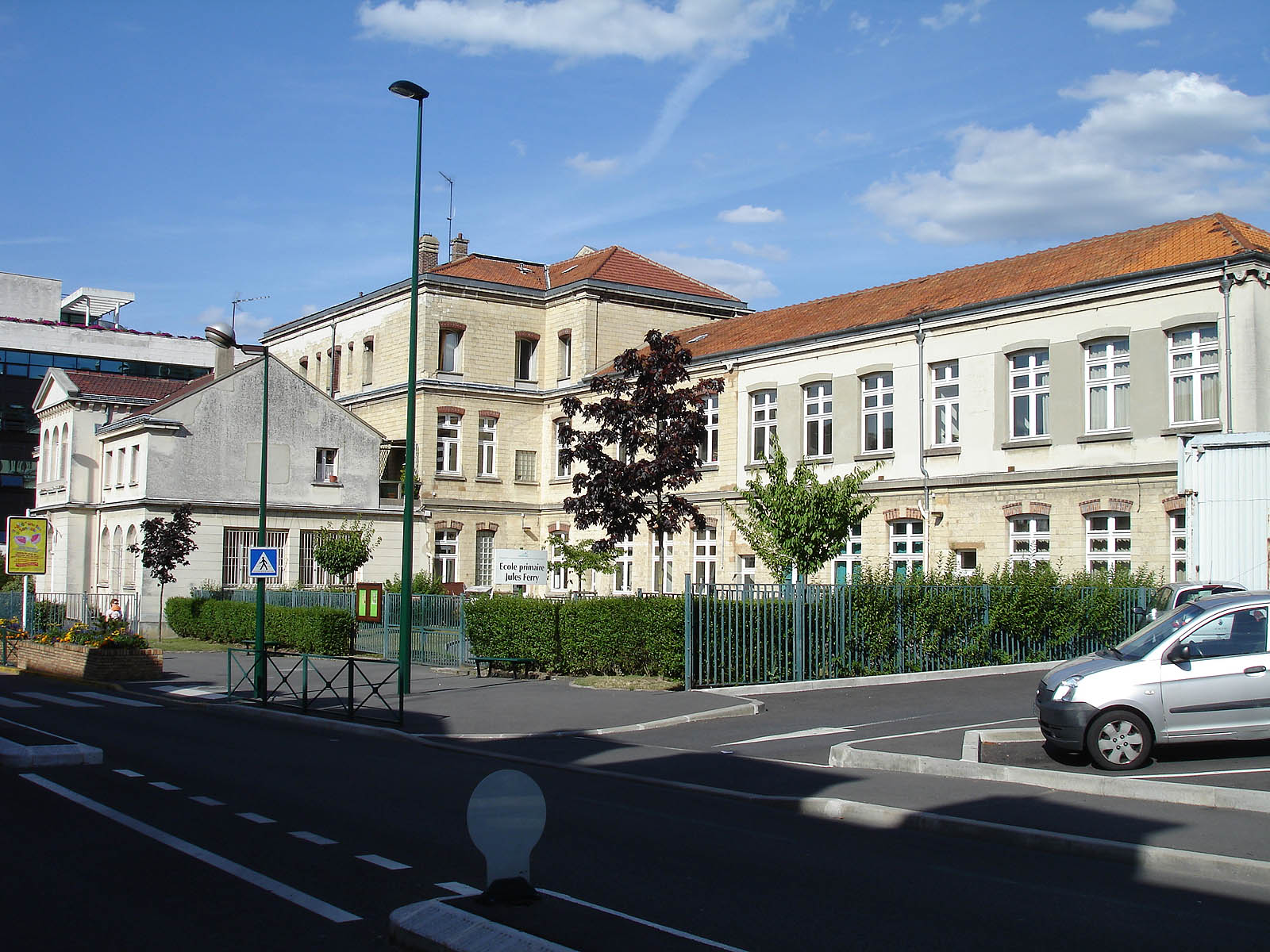
L'école Jules-Ferry.

Les établissements d'enseignement situés sur la commune sont les suivants[Quand ?] :
- Écoles primaires
  - Groupe scolaire Pasteur
  - École Belle-Etoile
  - École Jules-Ferry
  - École Henri-Dunant
  - École Gambetta
  - École Emile-Roux
  - École Gaston-Ramon
  - Institution Notre-Dame (école primaire privée)
- Collèges
  - Collège Jean-Moulin
  - Collège Voltaire
  - Institution Notre-Dame (collège privé)
- Lycée professionnel adapté : L.E.A. La Tour-du-Mail
- Enseignement privé :
  - Institution Notre-Dame, de la maternelle à la terminale, dont le bâtiment lycée a été reconstruit en 2013.
  - Fondation d'Auteuil - lycée professionnel et lycée professionnel agricole.

### Équipements culturels

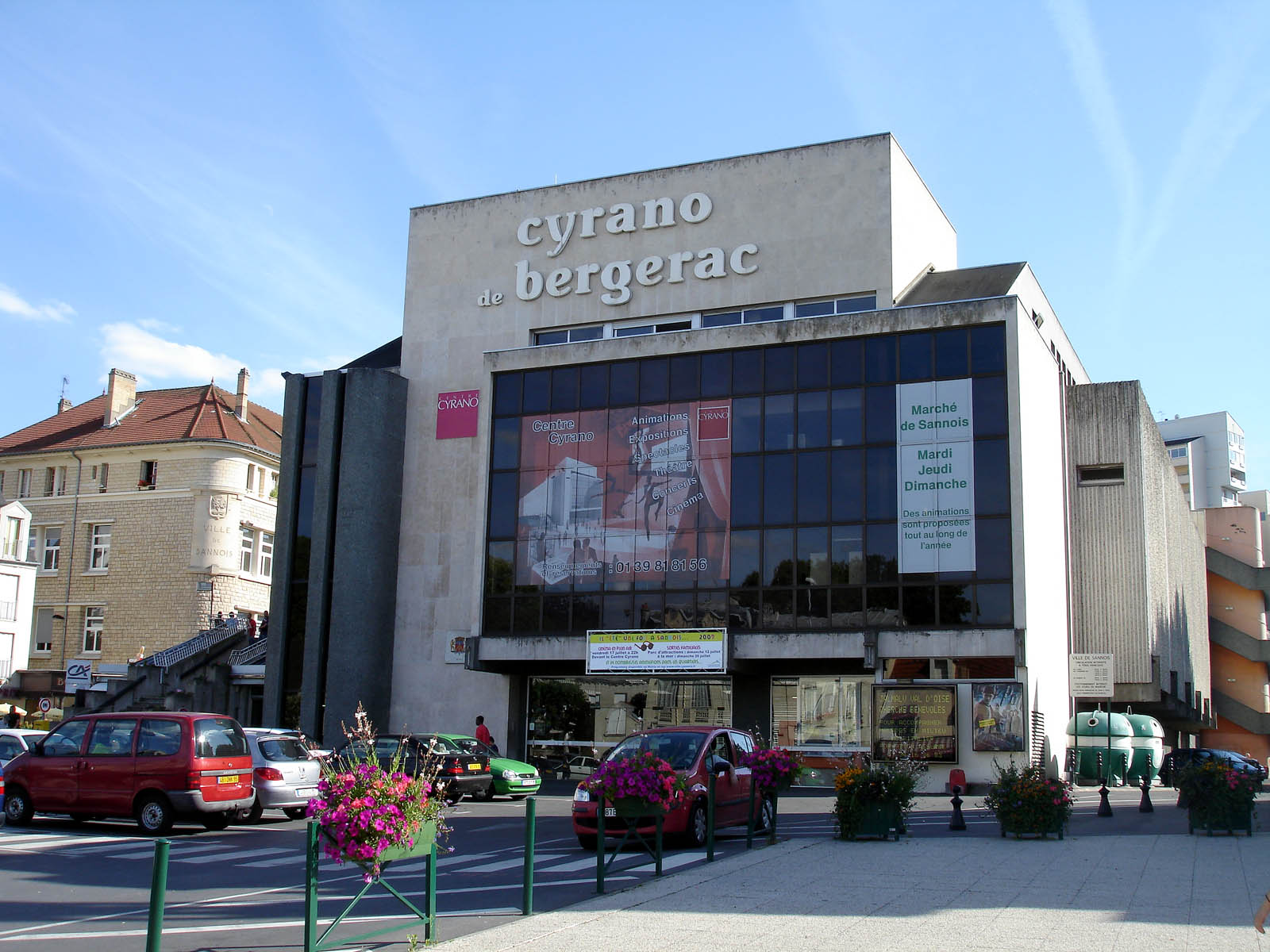
Le centre culturel Cyrano de Bergerac.

- L'espace Michel Berger (EMB), salle de spectacle vouée aux musiques actuelles[43]. Ouvert le 14 novembre 1992 dans le cadre de la réurbanisation du quartier de la gare, il a accueilli en trente ans plus de 12 000 artistes au bénéfice de plus de 500 000 spectateurs[44].
- Le centre Cyrano-de-Bergerac[45].
- La Maison des loisirs et des arts[46].
- L'école de musique[47].
- La Médiathèque intercommunale André-Cancelier[48].

### Équipements sportifs
- Le stade Auguste-Delaune
- Le stade des Orphelins d'Auteuil (G.A.F.E.P.)
- La piscine Pierre-Williot, qui dispose d'un bassin de 25 x 10 mètres.
- Le palais des sports Jean-Claude-Bouttier

## Population et société

### Démographie
L'évolution du nombre d'habitants est connue à travers les recensements de la population effectués dans la commune depuis 1793. Pour les communes de plus de 10 000 habitants les recensements ont lieu chaque année à la suite d'une enquête par sondage auprès d'un échantillon d'adresses représentant 8 % de leurs logements, contrairement aux autres communes qui ont un recensement réel tous les cinq ans,.

En 2022, la commune comptait 26 772 habitants, en évolution de +0,89 % par rapport à 2016 (Val-d'Oise : +4 %, France hors Mayotte : +2,11 %).
| 1793  | 1800  | 1806  | 1821  | 1831  | 1836  | 1841  | 1846  | 1851  |
| ----- | ----- | ----- | ----- | ----- | ----- | ----- | ----- | ----- |
| 1 624 | 1 593 | 1 734 | 1 495 | 1 622 | 1 611 | 1 603 | 1 632 | 1 547 |

| 1856  | 1861  | 1866  | 1872  | 1876  | 1881  | 1886  | 1891  | 1896  |
| ----- | ----- | ----- | ----- | ----- | ----- | ----- | ----- | ----- |
| 1 576 | 2 041 | 2 220 | 2 489 | 2 727 | 3 175 | 3 572 | 3 857 | 4 401 |

| 1901  | 1906  | 1911  | 1921  | 1926  | 1931   | 1936   | 1946   | 1954   |
| ----- | ----- | ----- | ----- | ----- | ------ | ------ | ------ | ------ |
| 4 905 | 5 324 | 6 249 | 7 506 | 9 092 | 11 757 | 11 433 | 12 368 | 13 644 |

| 1962   | 1968   | 1975   | 1982   | 1990   | 1999   | 2006   | 2011   | 2016   |
| ------ | ------ | ------ | ------ | ------ | ------ | ------ | ------ | ------ |
| 16 490 | 19 060 | 18 578 | 21 665 | 25 229 | 25 349 | 25 939 | 26 707 | 26 537 |

| 2021   | 2022   | - | - | - | - | - | - | - |
| ------ | ------ | - | - | - | - | - | - | - |
| 26 768 | 26 772 | - | - | - | - | - | - | - |

### Sports
Sannois possède 2 clubs de football, l'Entente Sannois Saint-Gratien évoluant en National 2 , ainsi que la G.A.F.E.P.
La ville dispose de l'un des trois clubs de football américain du département, les Gaulois, qui sont actuellement en 2e Division.
La ville compte un club de triathlon fondé à la fin des années 1980, le Triathlon Sannois Franconville.

## Économie

### Revenus de la population et fiscalité
En 2010, le revenu fiscal médian par ménage était de 33 850 €, ce qui plaçait Sannois au 8 004e rang parmi les 31 525 communes de plus de 39 ménages en métropole.

### Emploi
Le taux de chômage, en 2016, pour la commune s'élève à 13,3 %, un chiffre nettement supérieur à la moyenne nationale (9,7 %).

## Culture locale et patrimoine

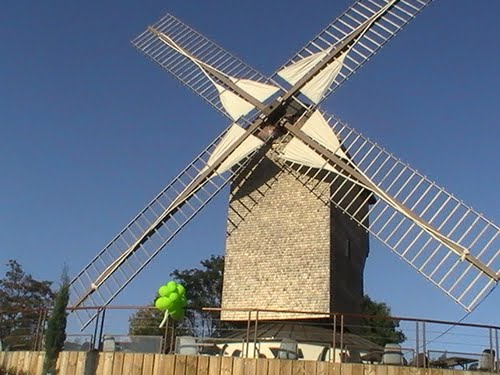
Le moulin de Sannois.

### Lieux et monuments
Sannois compte un monument historique sur son territoire :
- Moulin de Sannois sur le mont Trouillet (inscrit monument historique en 1975[53])

Ce moulin à vent est édifié en 1759 par François Roger, un vigneron de Franconville. Appartenant au type des moulins Chandelier, entièrement pivotable, il remplace un premier moulin de 1625 et est désaffecté dès 1866. 
Deux autres moulins sont mentionnés sur le sommet du mont Trouillet, butte-témoin de 162 m d'altitude offrant un large panorama au visiteurs. La maison du meunier existe toujours non loin du moulin.
Le site est classé en 1934, et le moulin acheté par la ville quatre ans plus tard.
Après une première restauration à la fin des années 1930, l'influence des intempéries rend nécessaire une deuxième restauration, entamée en octobre 1976. La ville achète également la maison du meunier en 1978.
Les visites ont été suspendues en 2007 afin de permettre son démontage et sa restauration complète et fonctionnelle en atelier en Belgique. Remis en place entre décembre 2007 et janvier 2008, il est ouvert aux visites le premier dimanche de chaque mois, en après-midi (sauf en janvier, août et septembre).
On peut également signaler :

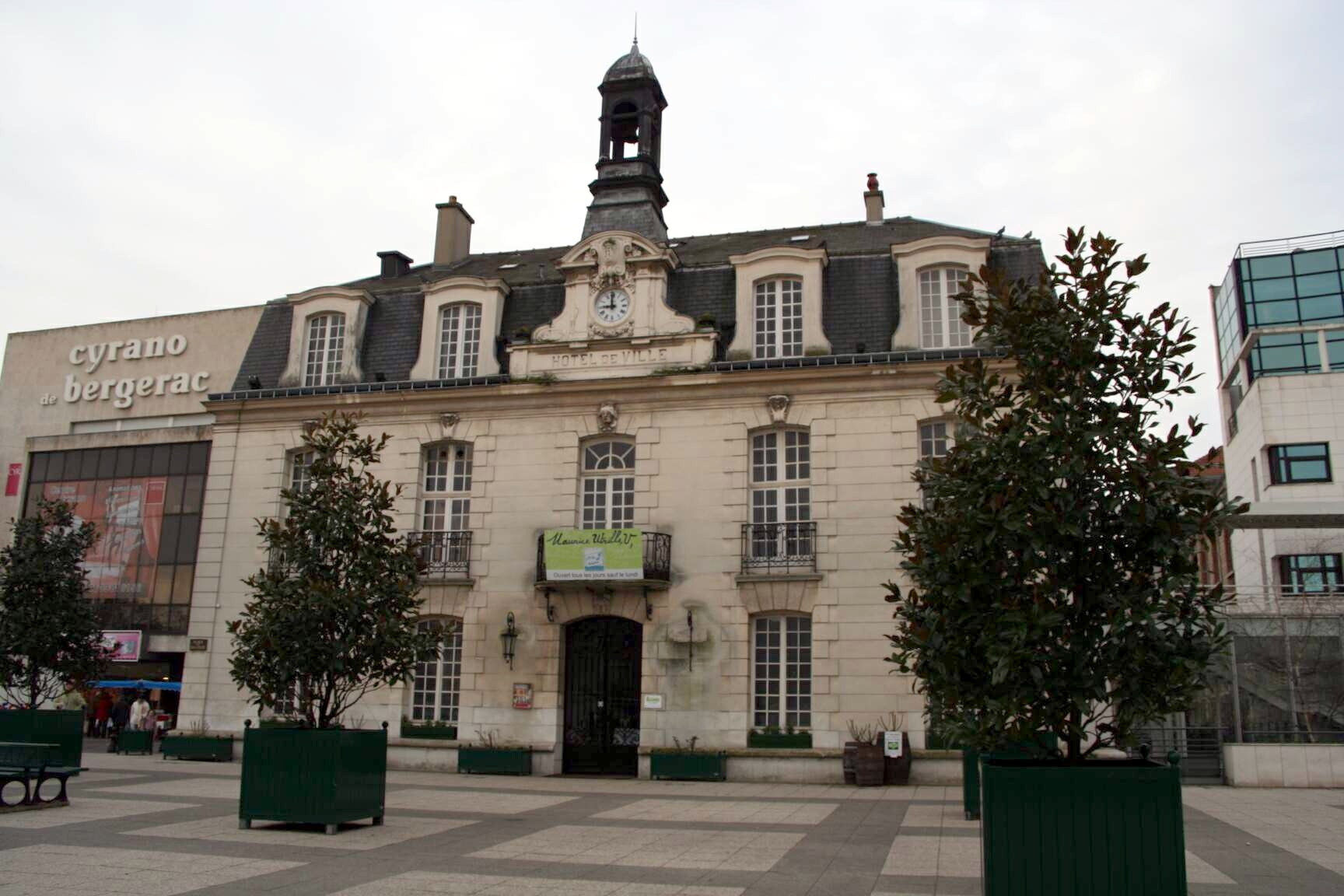
Musée Utrillo-Valadon.

- Musée Utrillo-Valadon, place du Général-Leclerc

Situé dans la villa Rozée (ancienne mairie), il exposait des œuvres de Maurice Utrillo, de sa mère Suzanne Valadon et du peintre André Utter dans une salle du rez-de-jardin, ainsi que des œuvres d'artistes contemporains dans d'autres salles. Le musée était ouvert à la visite du mercredi au dimanche, matin et après-midi, moyennant un droit d'entrée modique. Mais le musée ferme ses portes en 2018, le bâtiment menaçant de s'effondrer.
En 2025, la restauration de la villa Rozée est annoncée pour septembre 2026 mais la municipalité annonce également que le musée Utrillo ne rouvrira pas ses portes,.
- Musée de la Boxe, 88 rue du Poirier-Baron, au Palais des Sports Jean-Claude-Bouttier

Inauguré le 20 mai 2005, il rassemblait, dans trois salles, plus de 8 000 objets consacrés à l'histoire de la boxe depuis l'antiquité, patiemment accumulés par un passionné qui avait proposé sa collection à la municipalité afin de la présenter au public.
Le musée était ouvert à la visite tous les jours (sauf le dimanche après-midi), moyennant un droit d'entrée modique.
Le musée a définitivement fermé le 10 août 2018 et les collections ont été dispersées.
- Église Saint-Pierre-Saint-Paul, place de l'Église

En remplacement d'une église du XVe siècle agrandie par deux fois au XVIIe siècle mais devenant trop vétuste, elle a été érigée entre 1900 et 1934 dans un style néoroman. Cyrano de Bergerac y est inhumé. La paroisse relève du diocèse de Pontoise.
- Maison d'Alexandre Ribot, 121 boulevard Charles-de-Gaulle

L'homme politique, plusieurs fois Président du Conseil, a habité cette grande maison bourgeoise de 1881 pendant les dernières années jusqu'à sa mort en 1923. C'est aujourd'hui une propriété communale.
- Château de Cernay, 12 avenue du Château : il ne s'agit en fait que d'une villa bourgeoise du XIXe siècle, remplaçant un premier édifice de 1790 bâti pour Nicolas-Médard Audinot. La moitié de la villa a été démolie, mais les anciennes écuries et la porte d'entrée des communs subsistent toujours, rue de Cernay. Le parc de 4 ha a été loti durant les années 1920[54].
- Jardins et espaces verts
  - Le mont Trouillet, site boisé et protégé de 30 hectares,
  - Le square Jean-Mermoz,
  - Le square Alexandre-Ribot
  - Le square Laurens.
  - Le square des Piretins.
  - Le Jardin botanique de Sannois des plantes médicinales, géré par une association locale.

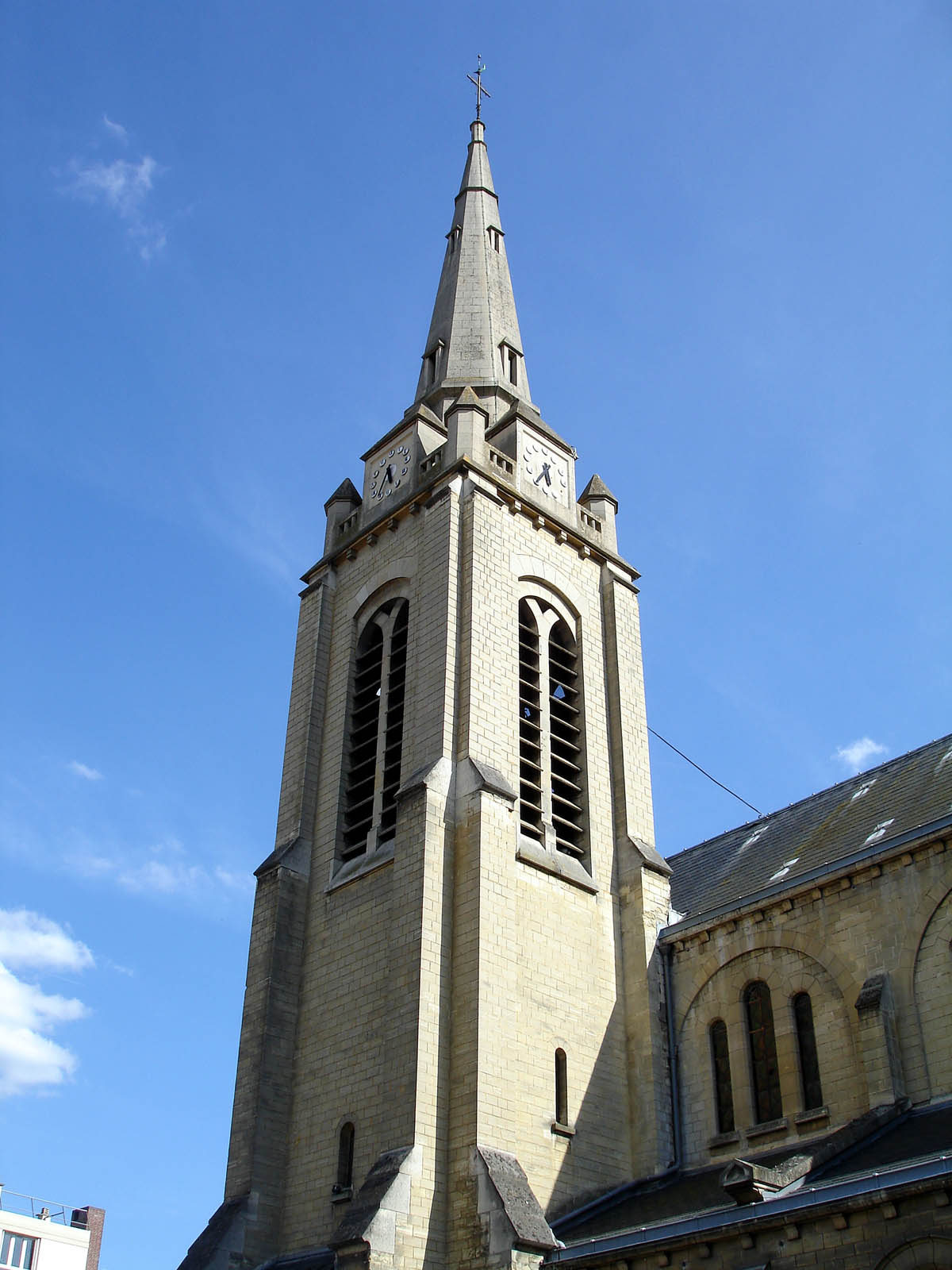
Clocher de l'église.
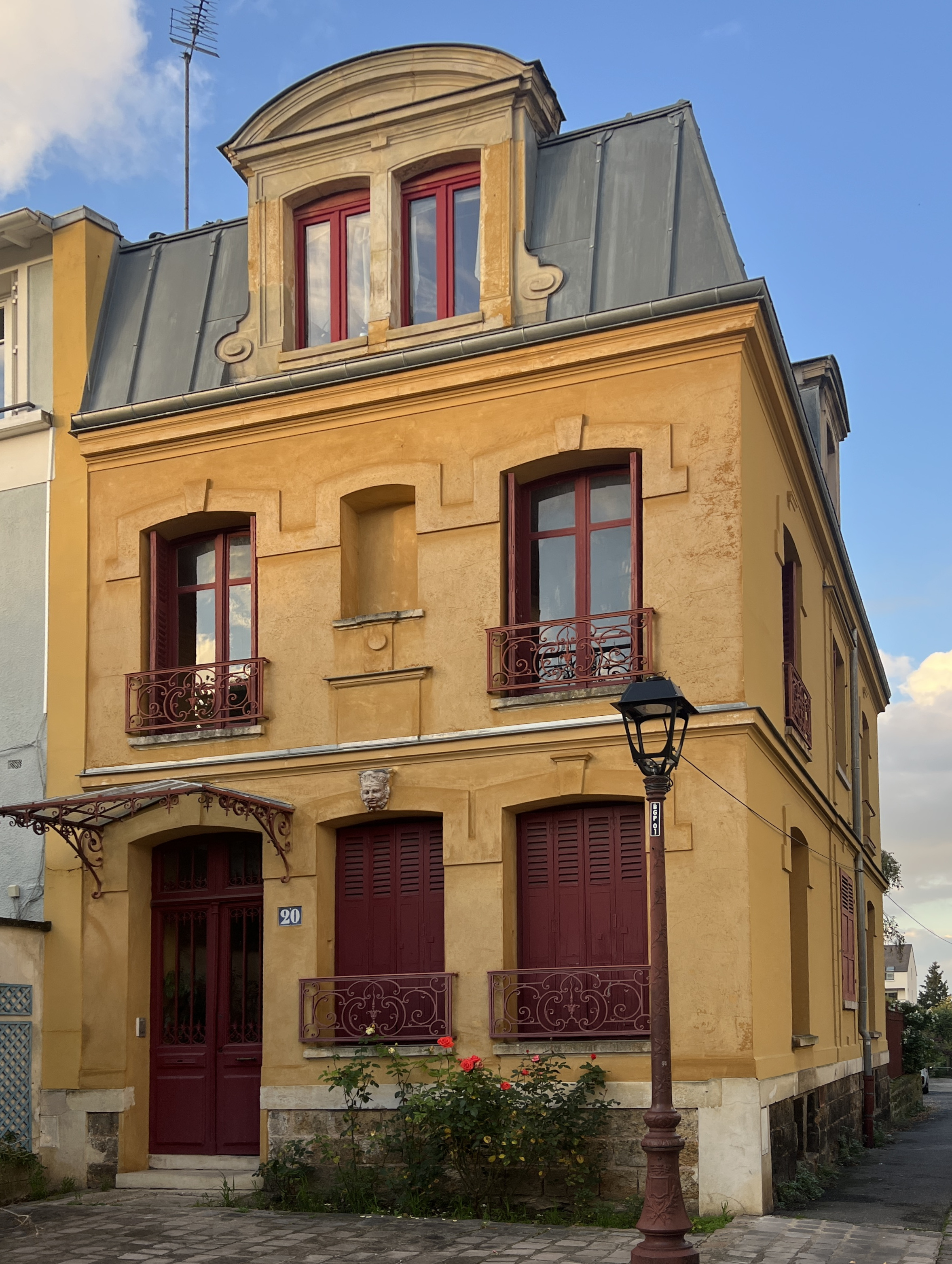
20, boulevard Charles-de-Gaulle.
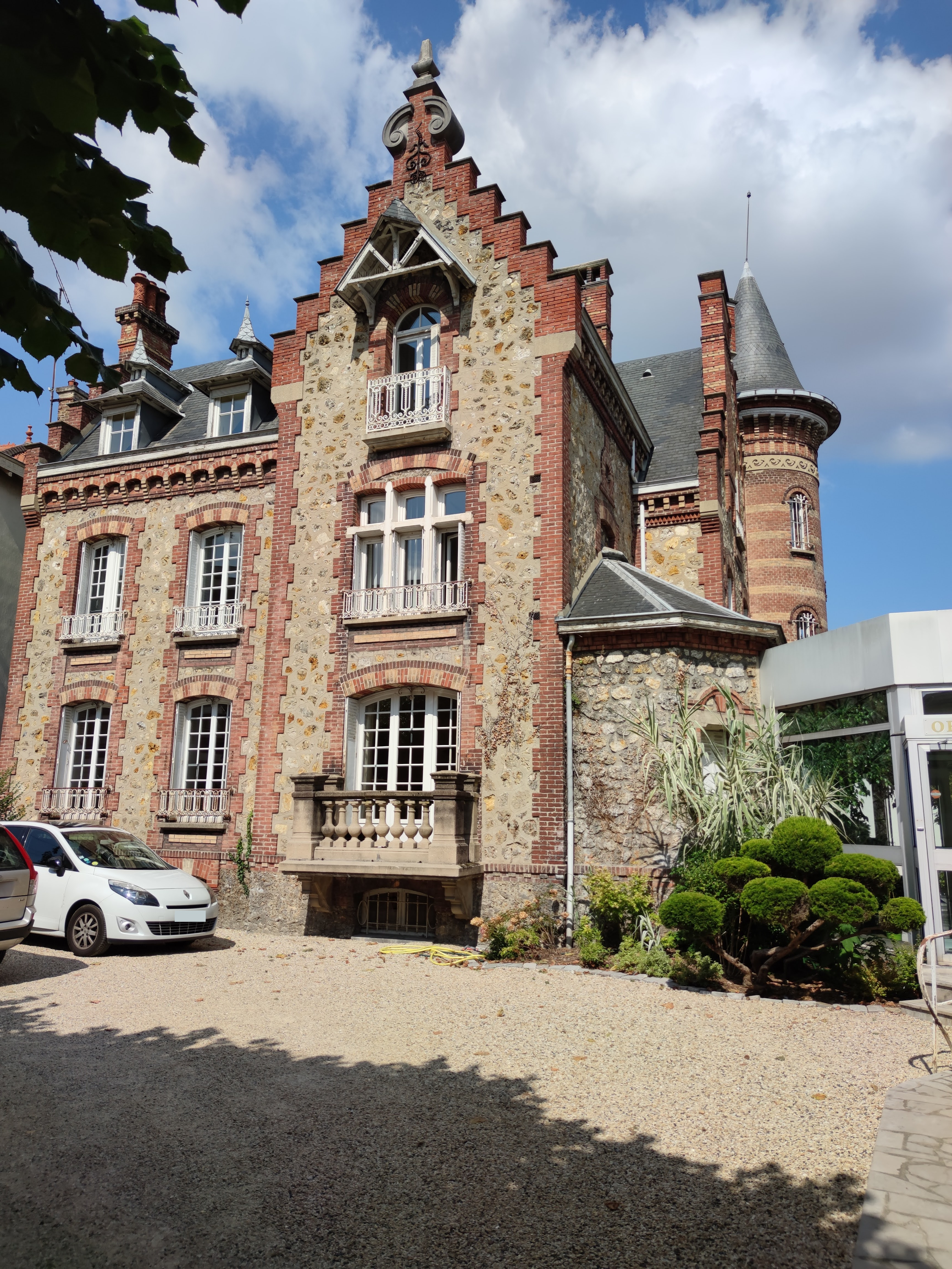
30, boulevard Charles-de-Gaulle : maison en meulière à pignon à pas de moineaux.
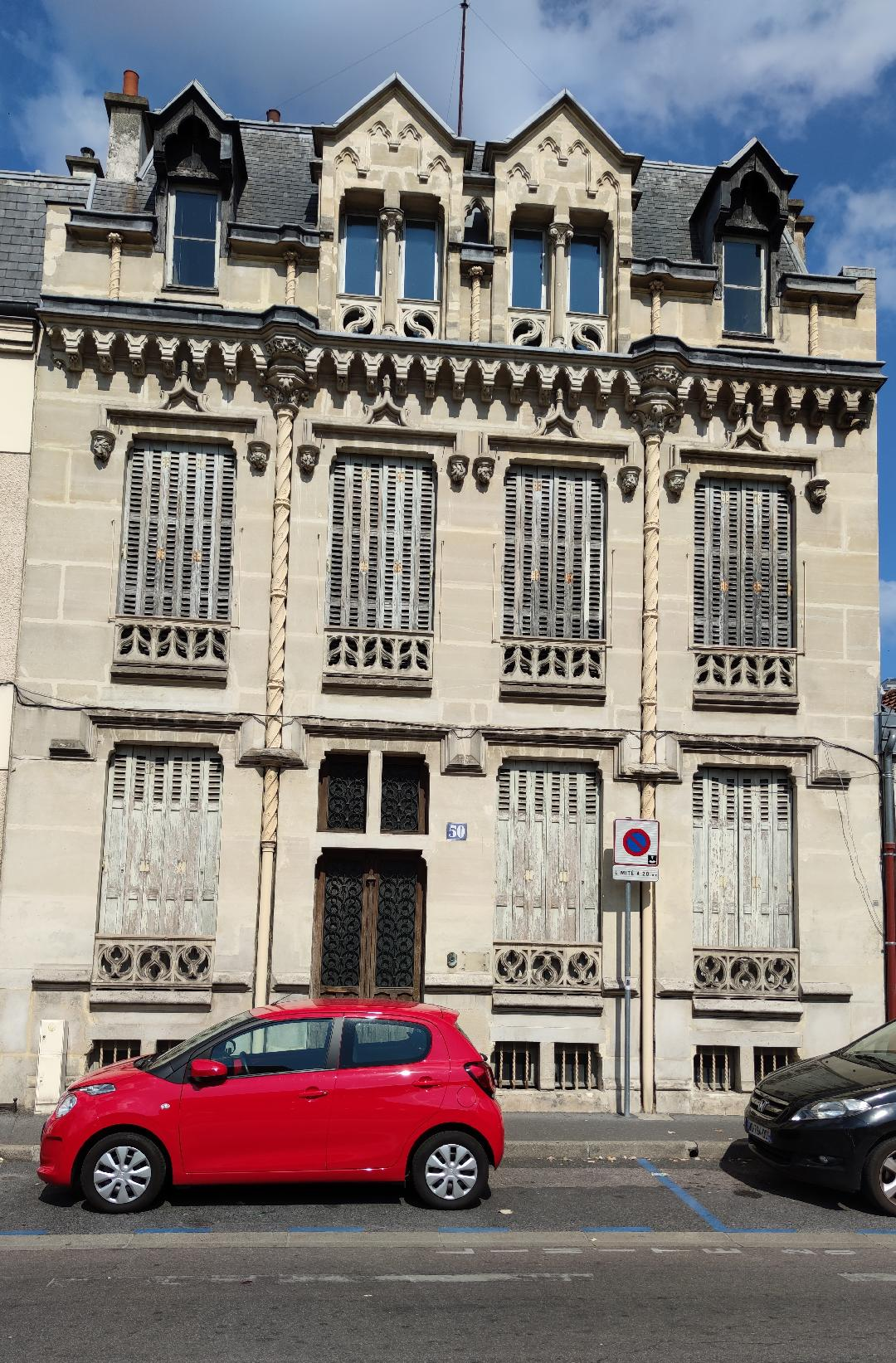
50, boulevard Charles-de-Gaulle.
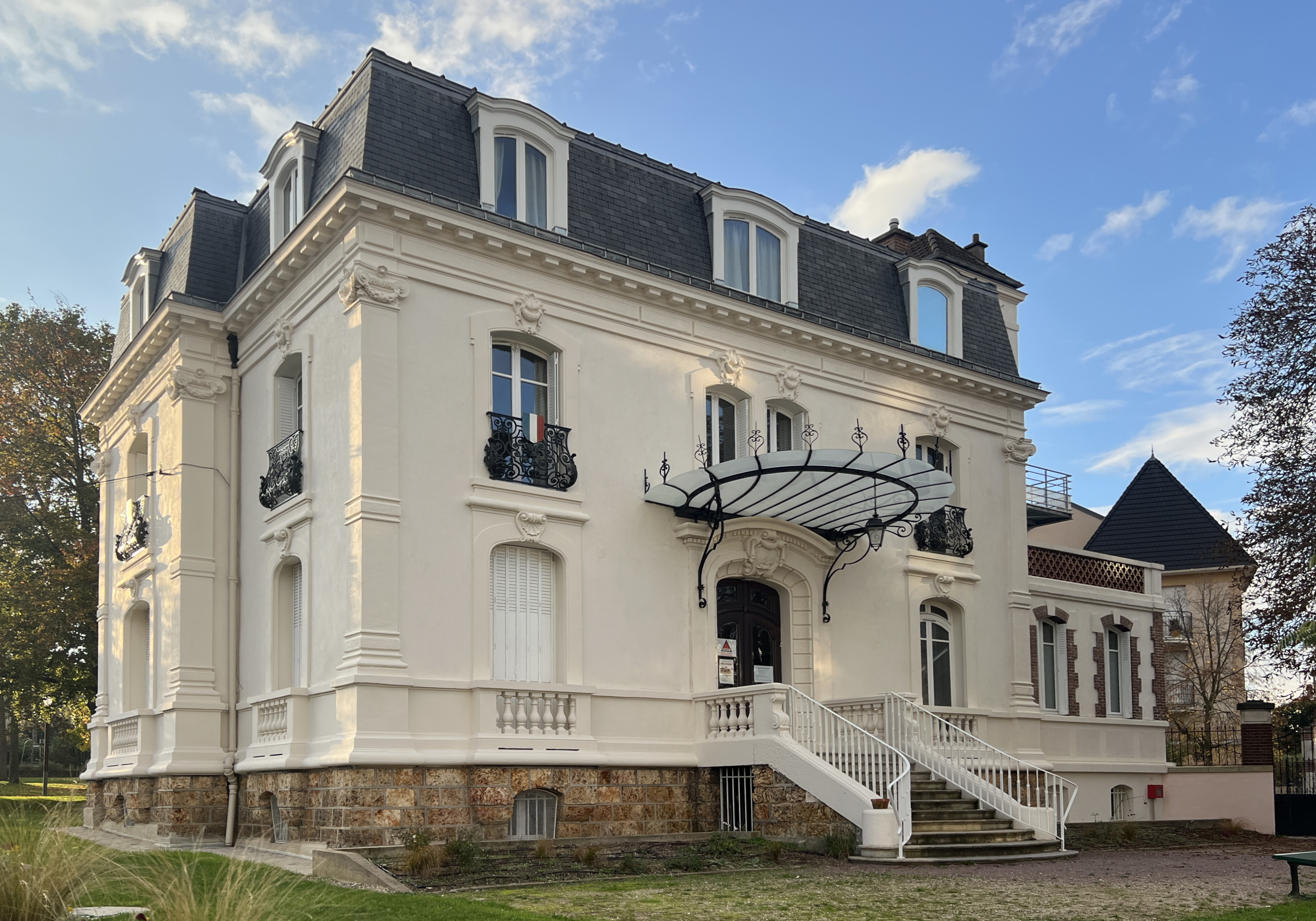
121, boulevard Charles-de-Gaulle : école de musique.

### Personnalités liées à la commune

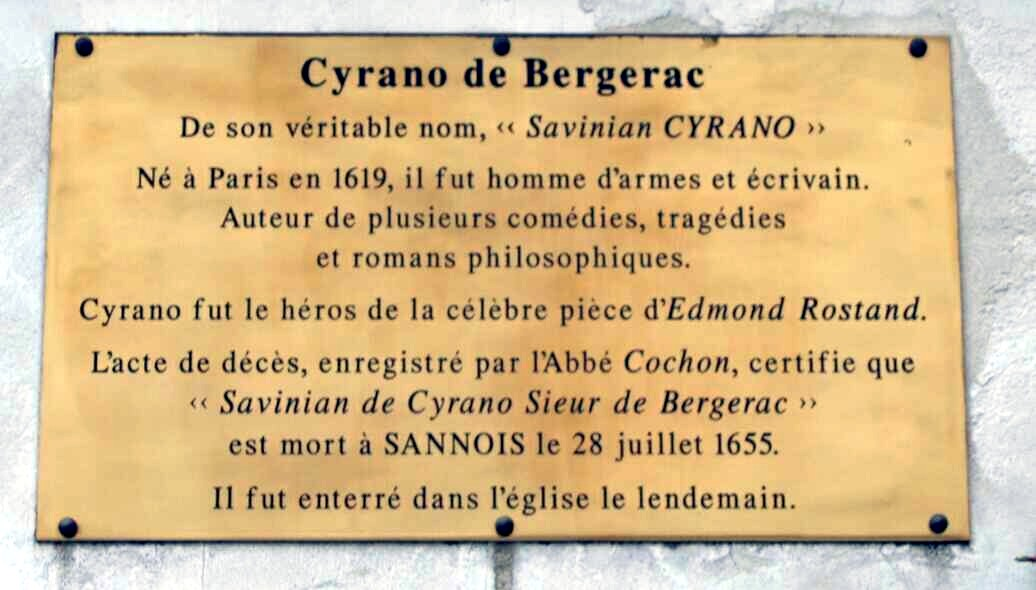
Plaque commémorative de la mort de Savinien Cyrano de Bergerac.

- Achille Archambault (1792-1858), l'aîné des frères Archambault, tous deux compagnons de captivité de Napoléon 1er, a résidé à Sannois et y est mort.
- Marcel Barbu (1907-1984), candidat à la présidentielle de 1965, a vécu à Sannois où il est enterré, y a créé dans les années 1950 une association de défense des mal-logés.
- Serge de Beketch (1946-2007), journaliste, animateur de radio, écrivain et militant d'extrême droite français, est conseiller municipal de Sannois en 1995.
- Savinien Cyrano de Bergerac (1619-1655), écrivain français, est mort à Sannois. Le principal centre culturel de la ville porte son nom.
- Jacques Berlioz (1889-1969), acteur né à Sannois.
- François-Adrien Boïeldieu (1775-1834), compositeur de musique, a séjourné à Sannois.
- César-François Cassini (1714-1784), cartographe. Pour réaliser la triangulation de la France, il prend le moulin de Sannois comme base de départ de sa carte de France[21]
- Aimée Chéron (1821-1907), peintre miniaturiste française, vécut et mourut à Sannois.
- Joseph Duruey, (1741-1794), seigneur de Sannois, administrateur du trésor du roi Louis XVI, guillotiné le 18 mars 1794.
- Madame d'Houdetot (1730-1813), sœur de Madame d'Épinay, salonnière française, qui inspira une grande passion à Jean-Jacques Rousseau, résida à Sannois.
- Jean-Marie Ledannois (1940-2014), artiste peintre abstrait né à Sannois[60]. Régis Debray lui a consacré une monographie[61].
- Catherine Leroy (1944-2006), photographe de guerre, est née à Sannois.
- Léonie Louppe (1869-1942), peintre, a longtemps vécu à Sannois.
- François Magendie (1783-1855), physiologiste et médecin, est mort à Sannois.
- Albert Marquet (1875-1947), peintre et dessinateur français, a travaillé à Sannois.
- Louis de Robert (1871-1937), écrivain mort et enterré à Sannois.
- Charles Augustin Sainte-Beuve (1804-1869), écrivain, a séjourné à Sannois.
- Paul Signac (1863-1935), peintre paysagiste français qui donna naissance au pointillisme, a travaillé à Sannois.
- Maurice Utrillo (1883-1955), peintre de l'École de Paris, a peint environ 150 toiles à Sannois entre 1912 et 1914 ; la plupart appartiennent à sa plus grande période artistique, la « période blanche ». Célèbre essentiellement pour ses vues de Montmartre et de la banlieue parisienne, son style est à la fois naïf et raffiné, teinté d'une certaine mélancolie. Très tôt victime de l'alcoolisme, c’est à l’occasion d’un de ses séjours de « repos » à la clinique du docteur Revertégat en 1912, 1913 et 1914 que le peintre découvrit Sannois.

### Héraldique
| Blason de Sannois | Blason  | De gueules au chevron d'or, au chef cousu d'azur, le chevron sommé d'un moulin à vent d'argent, ouvert et ajouré de sable, brochant sur le chef et accosté de deux quintefeuilles aussi d'or, accompagné en pointe d'un noyer terrassé aussi d'argent. |
| Blason de Sannois | Détails | Le statut officiel du blason reste à déterminer. |